# Nam vương Thế giới 1996
Nam vương Thế giới 1996 là cuộc thi Nam vương Thế giới đầu tiên được diễn ra vào tháng 9 năm 1996, tại Istanbul, Thổ Nhĩ Kỳ. Khoảng 50 thí sinh từ khắp nơi trên thế giới đã cùng nhau tham dự. Tom Nuyens đến từ Bỉ đã trở thành người đầu tiên chiến thắng trong cuộc thi này.

## Kết quả

### Thứ hạng
| Thứ hạng                | Thí sinh |
| ----------------------- | --- |
| Nam vương Thế giới 1996 | - Bỉ — Tom Nuyens |
| Á vương 1               | - México — Gabriel Soto Borja-Diaz |
| Á vương 2               | - Thổ Nhĩ Kỳ — Karahan Çantay |
| Top 5                   | - Jamaica — Richard Nevers - Puerto Rico — Eliseo Paulo Cortés Melendez                                                                                 |
| Top 10                  | - Anh Quốc — Simon Peat - Aruba — Anthony Andrew Martinez - Indonesia — Dean Arthur Lim - Thái Lan — Charles Derek Adams - Thụy Điển — Tage Johan Jelse |

### Giải thưởng đặc biệt
| Giải thưởng        | Thí sinh                    |
| ------------------ | --------------------------- |
| Mister Personality | - Botswana — Felix Chavaphi |

## Các thí sinh
50 thí sinh dự thi.
| Quốc gia/vùng lãnh thổ | Thí sinh                      | Tuổi | Chiều cao               | Quê quán             | T.k.   |
| ---------------------- | ----------------------------- | ---- | ----------------------- | -------------------- | ------ |
| Anh Quốc               | Simon Alexis Peat             | 23   | 1,88 m (6 ft 2 in)      | Liverpool            | [ 3 ]  |
| Argentina              | Raul Orlando Proietto         | 21   | 1,83 m (6 ft 0 in)      | Buenos Aires         | [ 4 ]  |
| Aruba                  | Anthony Andrew Martinez       | 23   | 1,88 m (6 ft 2 in)      | Oranjestad           | [ 5 ]  |
| Áo                     | Helmut Strebl                 | 27   | 1,90 m (6 ft 3 in)      | Vienna               | [ 6 ]  |
| Ấn Độ                  | Bikram Singh Saluja           | 22   | 1,83 m (6 ft 0 in)      | Mumbai               | [ 7 ]  |
| Ba Lan                 | Mariusz Trzciński             | 23   | 1,94 m (6 ft 4+1⁄2 in)  | Gdańsk               | [ 8 ]  |
| Bỉ                     | Tom Nuyens                    | 20   | 1,92 m (6 ft 3+1⁄2 in)  | Wommelgem            | [ 9 ]  |
| Bolivia                | Marcelo Mauricio Ostria Borda | 21   | 1,90 m (6 ft 3 in)      | Tarija               | [ 10 ] |
| Botswana               | Felix Chavaphi                | 23   | 1,70 m (5 ft 7 in)      | Gaborone             | [ 11 ] |
| Brasil                 | Thierre di Castro Garrito     | 17   | 1,95 m (6 ft 5 in)      | Rio Claro            | [ 12 ] |
| Bulgaria               | Boyko Hristov                 | 23   | 1,85 m (6 ft 1 in)      | Sofia                | [ 13 ] |
| Canada                 | Jimmy Rai                     | 24   | 1,80 m (5 ft 11 in)     | Toronto              | [ 14 ] |
| Colombia               | Franz Serrano                 | 25   | 1,80 m (5 ft 11 in)     | San Andrés           | [ 15 ] |
| Croatia                | Ivan Klemenčič                | 20   | 1,86 m (6 ft 1 in)      | Split                | [ 16 ] |
| Cộng hòa Dominica      | Juan Salvador Vidal Gil       | 19   | 1,83 m (6 ft 0 in)      | Santo Domingo        | [ 17 ] |
| Đài Loan               | Kuo Pin-chao                  | 19   | 1,87 m (6 ft 1+1⁄2 in)  | Taipei               | [ 18 ] |
| Đức                    | Konrad Meyer                  | 22   | 1,83 m (6 ft 0 in)      | Düsseldorf           | [ 19 ] |
| Estonia                | Andrus Raissar                | 22   | 1,88 m (6 ft 2 in)      | Tartu                | [ 20 ] |
| Hà Lan                 | Joost Ammerlaan               | 24   | 1,88 m (6 ft 2 in)      | Schipluiden          | [ 21 ] |
| Hoa Kỳ                 | Daniel Luján                  | 23   | 1,88 m (6 ft 2 in)      | El Paso              | [ 22 ] |
| Hungary                | Zsolt Cséke                   | 21   | 1,88 m (6 ft 2 in)      | Budapest             | [ 23 ] |
| Hy Lạp                 | Harry Kinatzi                 | 26   | 1,90 m (6 ft 3 in)      | Athens               | [ 24 ] |
| Ireland                | Thomas Daniel Plewman         | 25   | 1,80 m (5 ft 11 in)     | Dublin               | [ 25 ] |
| Israel                 | Zafrir Ben-Zvi                | 23   | 1,86 m (6 ft 1 in)      | Haifa                | [ 26 ] |
| Jamaica                | Richard Nevers                | 20   | 1,92 m (6 ft 3+1⁄2 in)  | Kingston             | [ 27 ] |
| Latvia                 | Vilnis Solovjovs              | 25   | 1,90 m (6 ft 3 in)      | Riga                 | [ 28 ] |
| Liban                  | Hadi Esta                     | 24   | 1,88 m (6 ft 2 in)      | Beirut               | [ 29 ] |
| Macedonia              | Gazmend Beriša                | 23   | 1,86 m (6 ft 1 in)      | Skopje               | [ 30 ] |
| Malaysia               | Alwin Low Dai Wen             | 22   | 1,82 m (5 ft 11+1⁄2 in) | Kuala Lumpur         | [ 31 ] |
| México                 | Gabriel Soto Borja-Díaz       | 21   | 1,85 m (6 ft 1 in)      | Mexico City          | [ 32 ] |
| Nam Phi                | Charl Hector Coode            | 24   | 1,88 m (6 ft 2 in)      | Johannesburg         | [ 33 ] |
| Nam Tư                 | Slobodan Klinać               | 22   | 1,91 m (6 ft 3 in)      | Belgrade             | [ 34 ] |
| Na Uy                  | Otto Thorbjørnsen             | 22   | 1,82 m (5 ft 11+1⁄2 in) | Stavanger            | [ 35 ] |
| Nga                    | Oleg Sukochenko               | 23   | 1,92 m (6 ft 3+1⁄2 in)  | Yekaterinburg        | [ 36 ] |
| Pháp                   | Laurent Piranian              | 24   | 1,86 m (6 ft 1 in)      | Mandelieu-la-Napoule | [ 37 ] |
| Philippines            | Christopher Celis             | 20   | 1,80 m (5 ft 11 in)     | Manila               | [ 38 ] |
| Puerto Rico            | Eliseo Paulo Cortés Meléndez  | 25   | 1,82 m (5 ft 11+1⁄2 in) | San Juan             | [ 39 ] |
| Singapore              | Desmond Kong Hua Ng           | 24   | 1,75 m (5 ft 9 in)      | Singapore            | [ 40 ] |
| Slovakia               | Richard Ondrias               | 22   | 1,85 m (6 ft 1 in)      | Bratislava           | [ 41 ] |
| Slovenia               | Marko Vraničar                | 20   | 1,85 m (6 ft 1 in)      | Ljubljana            | [ 42 ] |
| Swaziland              | Thulani Emmanuel Matsebula    | 24   | 1,88 m (6 ft 2 in)      | Manzini              | [ 43 ] |
| Tây Ban Nha            | José Ramon Gutiérrez Villar   | 22   | 1,92 m (6 ft 3+1⁄2 in)  | A Coruña             | [ 44 ] |
| Thái Lan               | Direk Sirisamphan             | 18   | 1,80 m (5 ft 11 in)     | Băng Cốc             | [ 45 ] |
| Thổ Nhĩ Kỳ             | Karahan Çantay                | 22   | 1,85 m (6 ft 1 in)      | Balıkesir            | [ 46 ] |
| Thụy Điển              | Tage Johan Jelse              | 23   | 1,85 m (6 ft 1 in)      | Skarpnäck            | [ 47 ] |
| Trinidad và Tobago     | Ian Anthony Comissiong        | 25   | 1,80 m (5 ft 11 in)     | Port of Spain        | [ 48 ] |
| Ukraina                | Mykola Bezrodniy              | 26   | 1,93 m (6 ft 4 in)      | Kyiv                 | [ 49 ] |
| Úc                     | Arlington Brendan Leigh       | 22   | 1,80 m (5 ft 11 in)     | Sydney               | [ 50 ] |
| Venezuela              | José Gregorio Faría Ojeda     | 24   | 1,91 m (6 ft 3 in)      | Maracaibo            | [ 51 ] |
| Ý                      | Angelo d'Amelio               | 24   | 1,83 m (6 ft 0 in)      | Taranto              | [ 52 ] |